# Musée national étrusque de Viterbe
Le Musée national étrusque de Viterbe  (Museo nazionale etrusco di Viterbo en italien) est le musée archéologique de la ville de Viterbe, dans le Nord du Latium, consacré principalement aux vestiges étrusques.

## Histoire
Adossée à une partie du tracé des murs d'enceinte de la ville, la Rocca Albornoz, siège du Museo archeologico nazionale, domine la place sous-jacente sur laquelle se trouve une fontaine en pépérin, dessinée par Vignola.

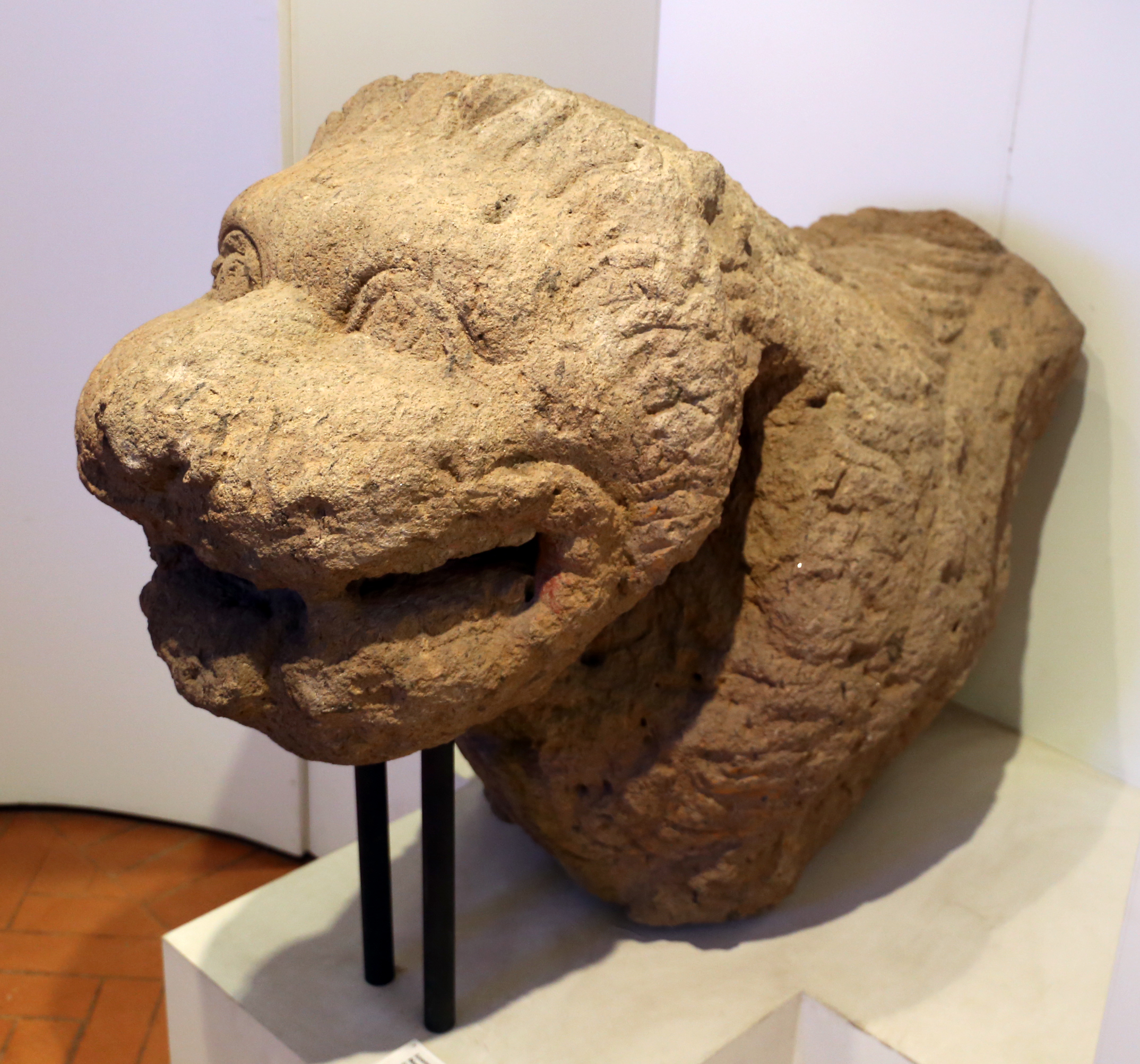
Lion en nenfro. Nécropole de la Casetta, 410-390 av. J.-C.

Construite en 1354 par le cardinal Gil Alvarez Carrillo de Albornoz, la forteresse après une série de destructions et restructurations bénéficia en 1506 du pape Jules II qui appela Bramante afin de réaliser la cour et la fontaine centrale. Après les dommages de la Seconde Guerre mondiale, la forteresse a été récupérée par le Génie civil (1960-1979) et a été prise en charge par la Soprintendenza B.A.A. del Lazio ainsi que par la Soprintendenza Archeologica per l'Etruria Meridionale qui ont transformé la structure en musée.

## Collections
Le Musée national étrusque est hébergé dans le palais de la Rocca Albornoz, situé sur la Piazza della Rocca, près de la gare de Porta Fiorentina.

### Rez-de-chaussée

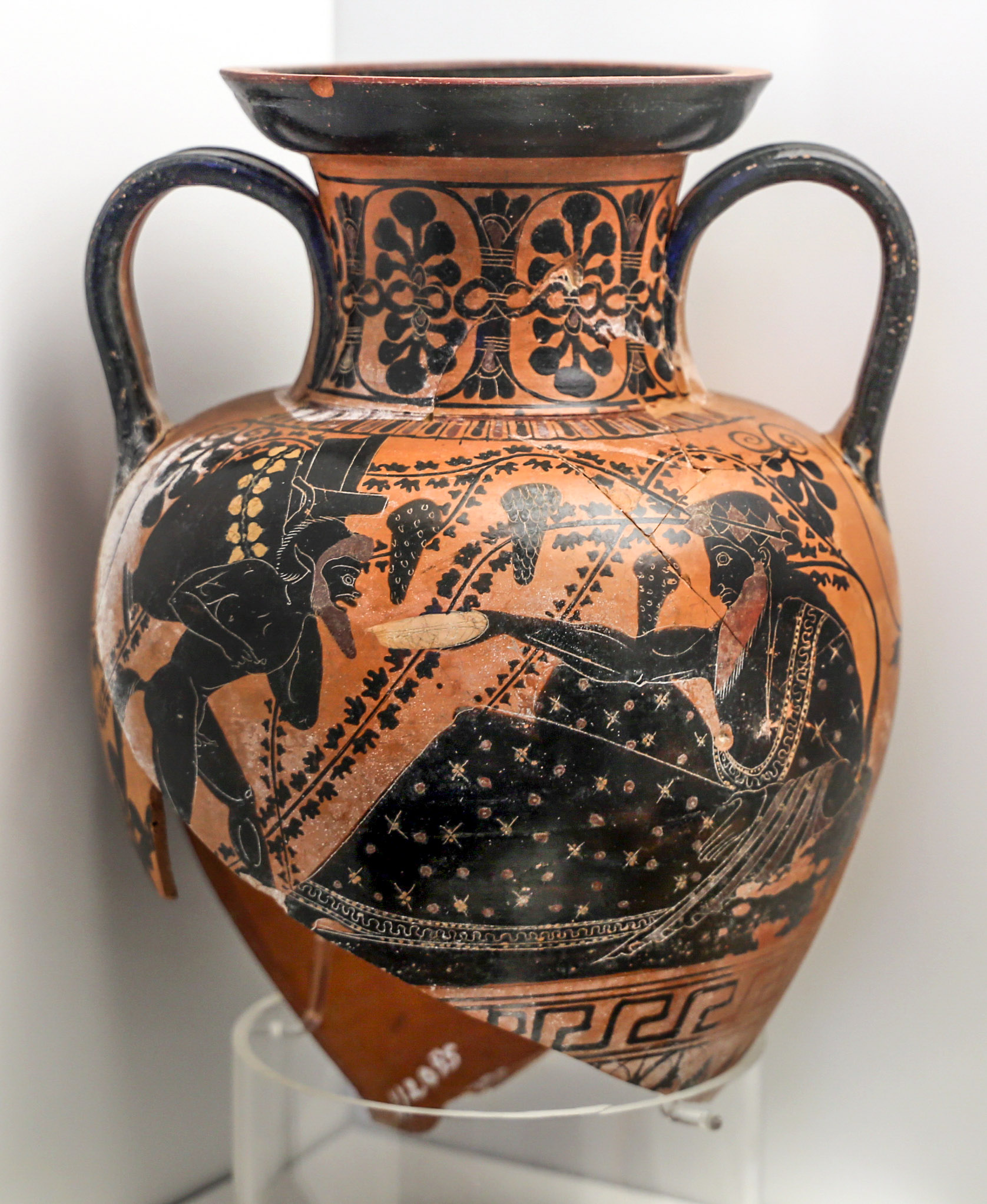
Manière du peintre de Lysippide, amphore attique avec Dionysos et un satyre, vers 520 av. J.-C., provenant de la tombe a-1988 de la nécropole de Pian del Vescovo.

Le rez-de-chaussée abrite une section consacrée à l'architecture étrusque de la région de Viterbe, comportant les pièces archéologiques issues des fouilles effectuées dans les années 1960 par l'Istituto Svedese di Studi Classici à San Giovenale et à Acquarossa, sur la colline San Francesco près de Ferento (protovillanovien - 500 av. J.-C.). Ce site s'organisait à la période archaïque autour d'un palais dont les terres cuites architecturales sont actuellement conservées au musée (VIIe  - VIe siècles), présentées dans une reconstruction de maisons étrusques archaïques.

Terres cuites architecturales d'Acquarossa
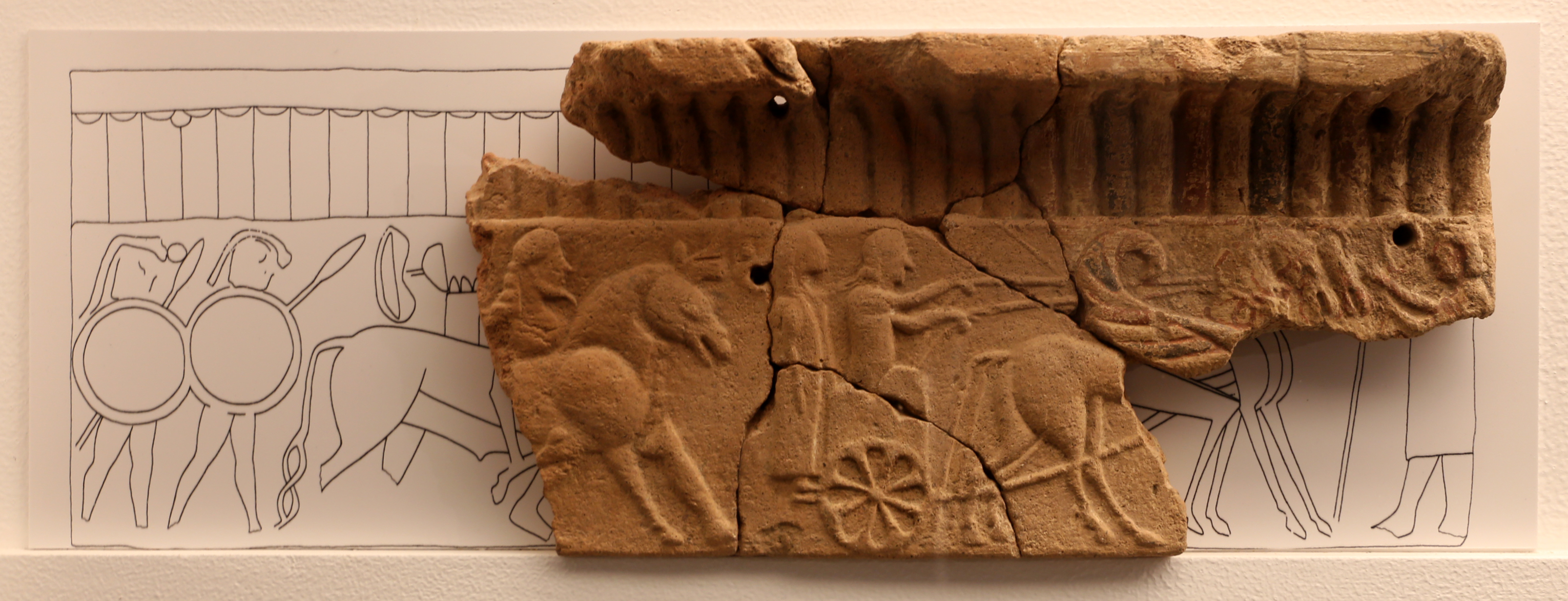
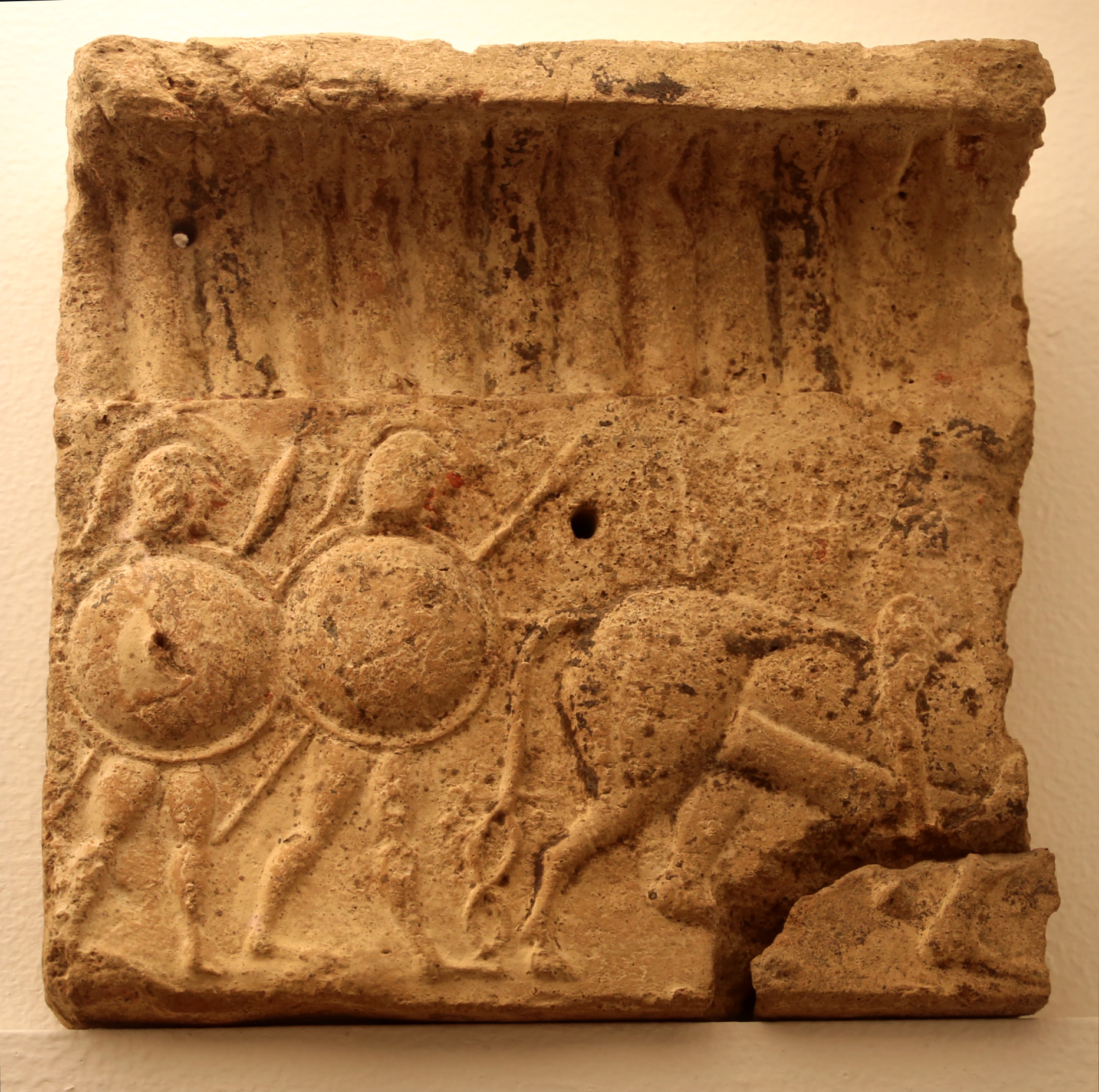
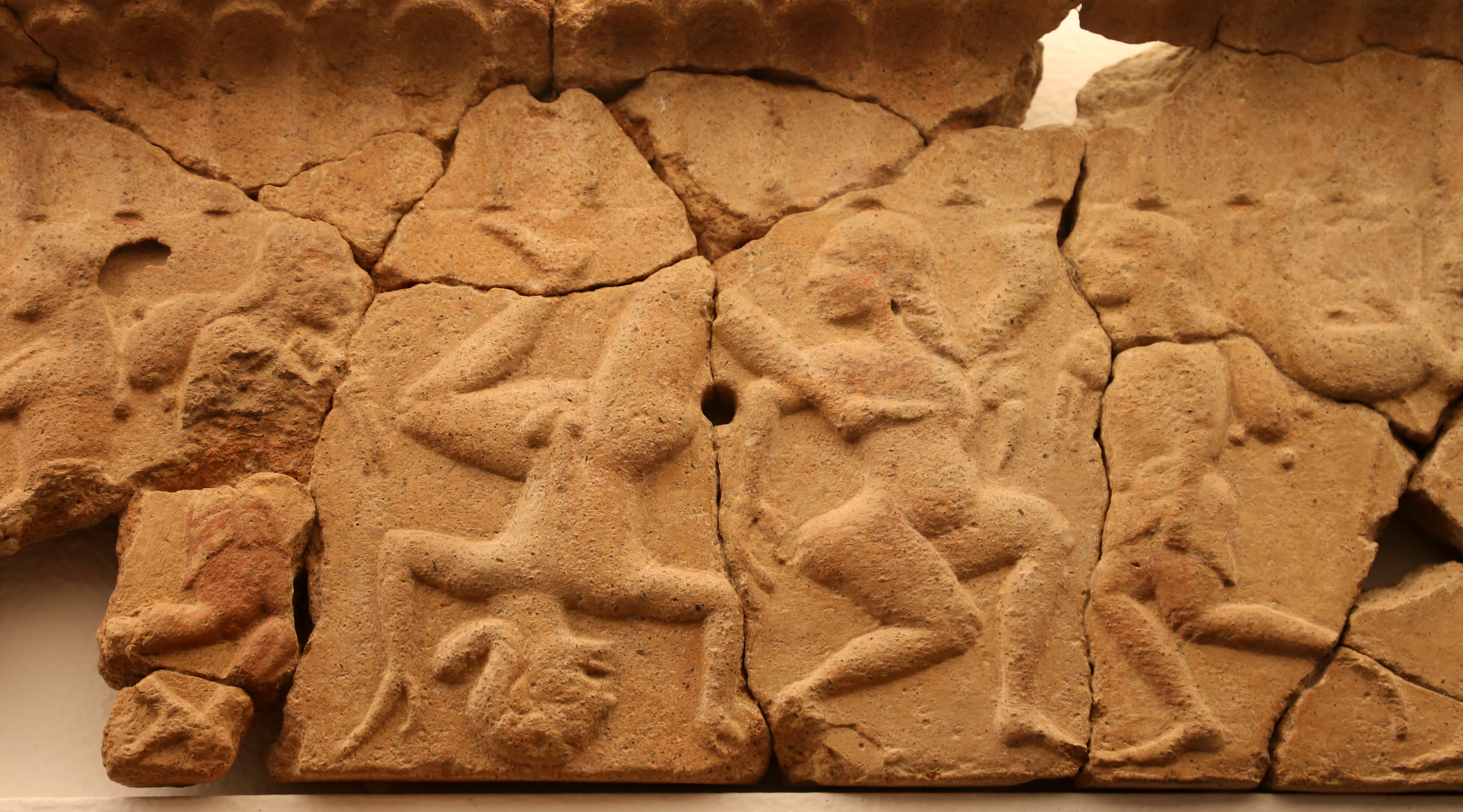
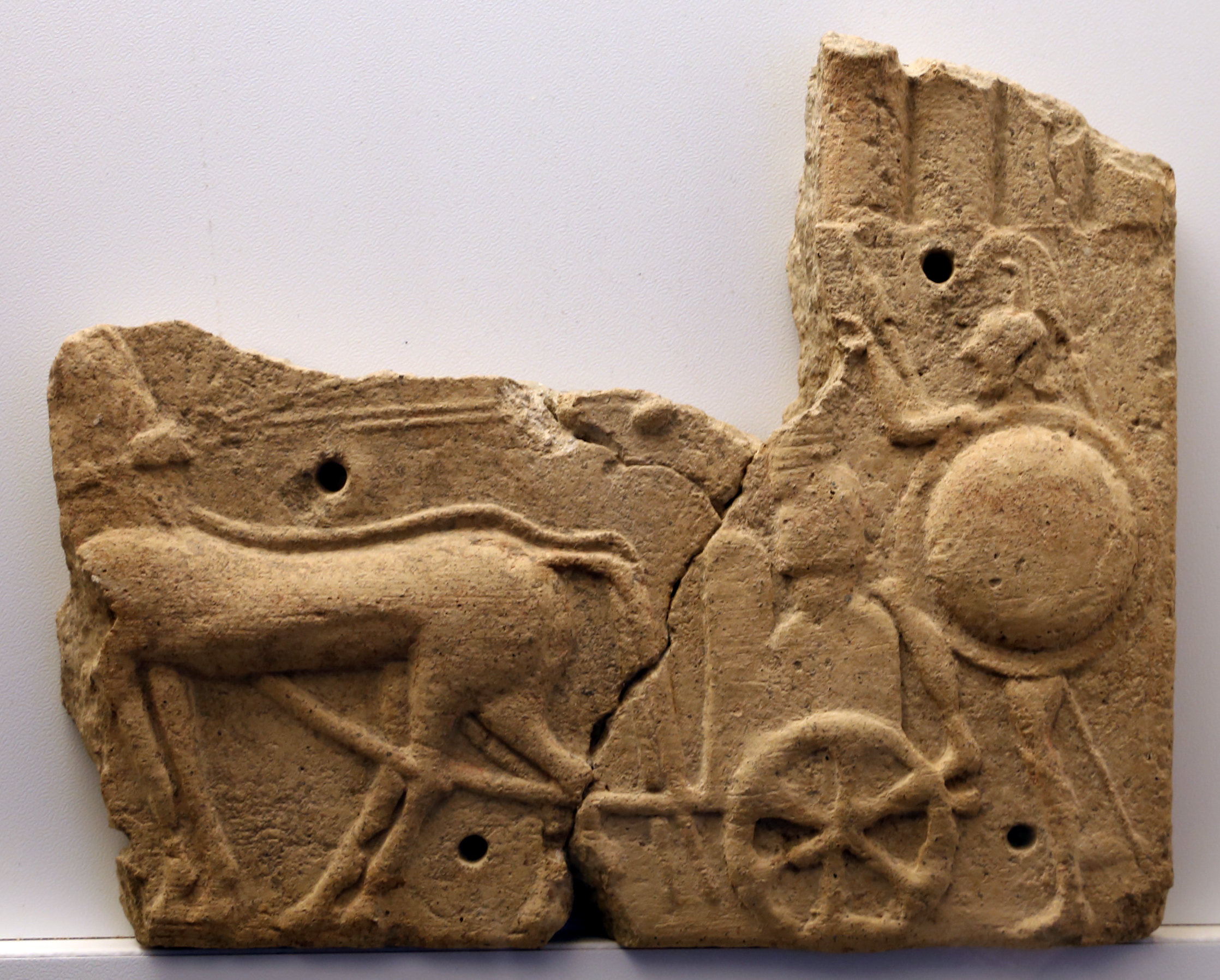

### Premier étage
Le premier étage est dédié aux centres étrusques de Musarna, avec la fameuse mosaïque avec inscription en alphabet étrusque découvert dans les thermes, et à Ferento pendant sa « phase romaine » avec son cycle de statues composé de huit muses et une copie du « Pothos de Scopas  » qui ornaient le théâtre remontant à l'année 150, auparavant conservées à Florence.

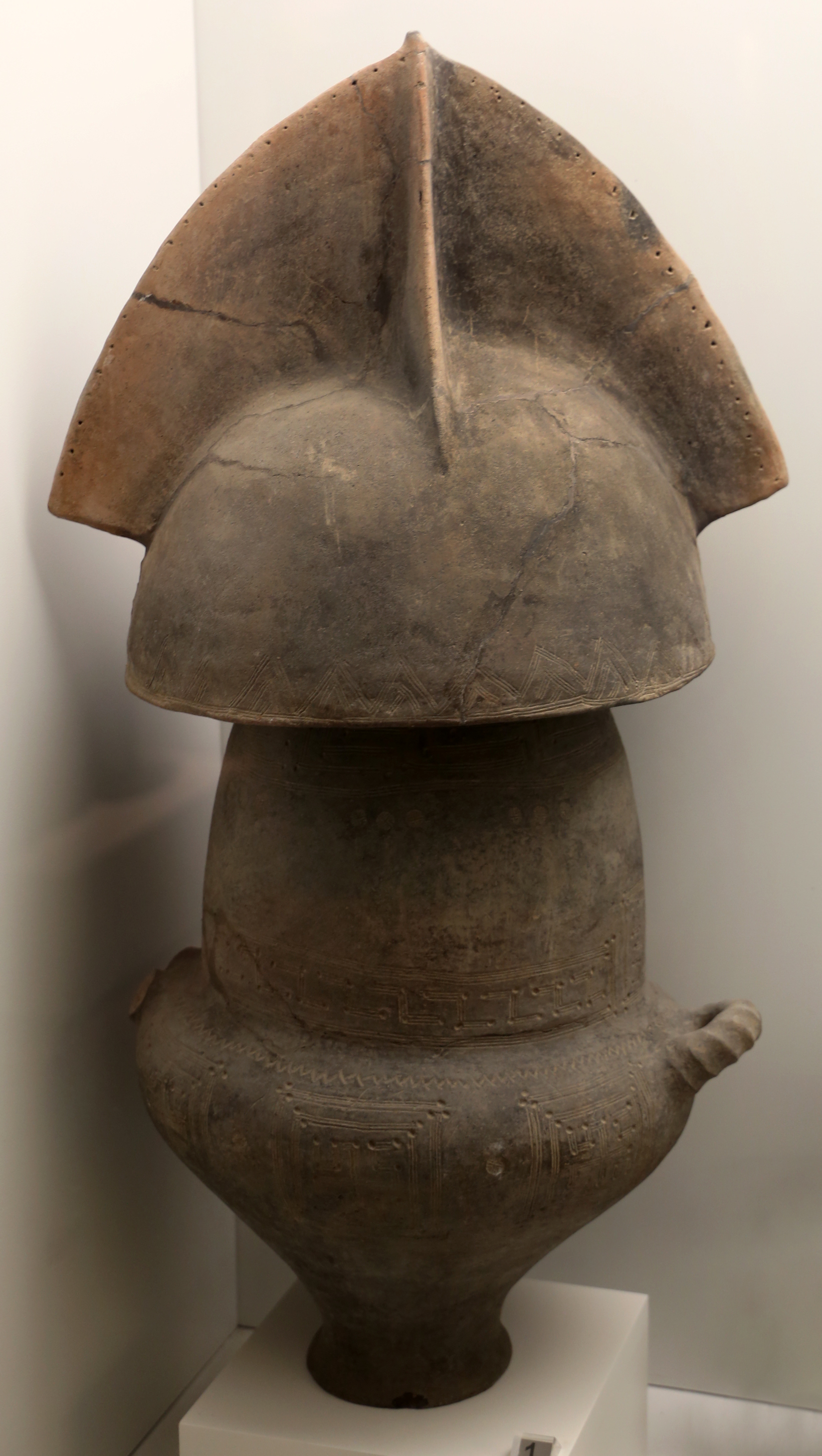
Ossuaire biconique avec couvercle en casque à crête, Campo S. Antonio, IXe siècle av. J.-C.
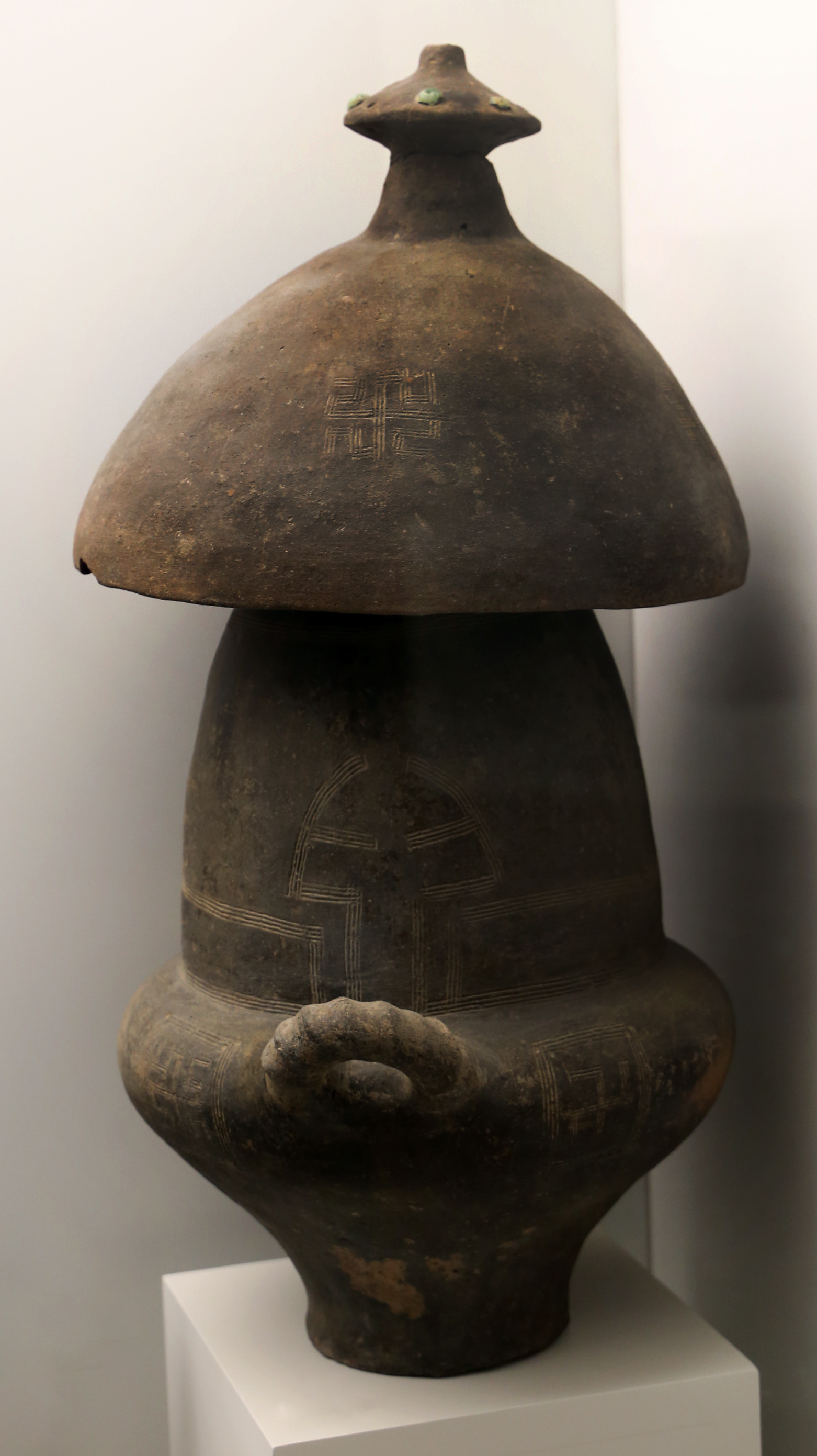
Ossuaire biconique avec couvercle en forme de pilos, puits 22, Campo S. Antonio (S. Giuliano), IXe siècle av. J.-C.
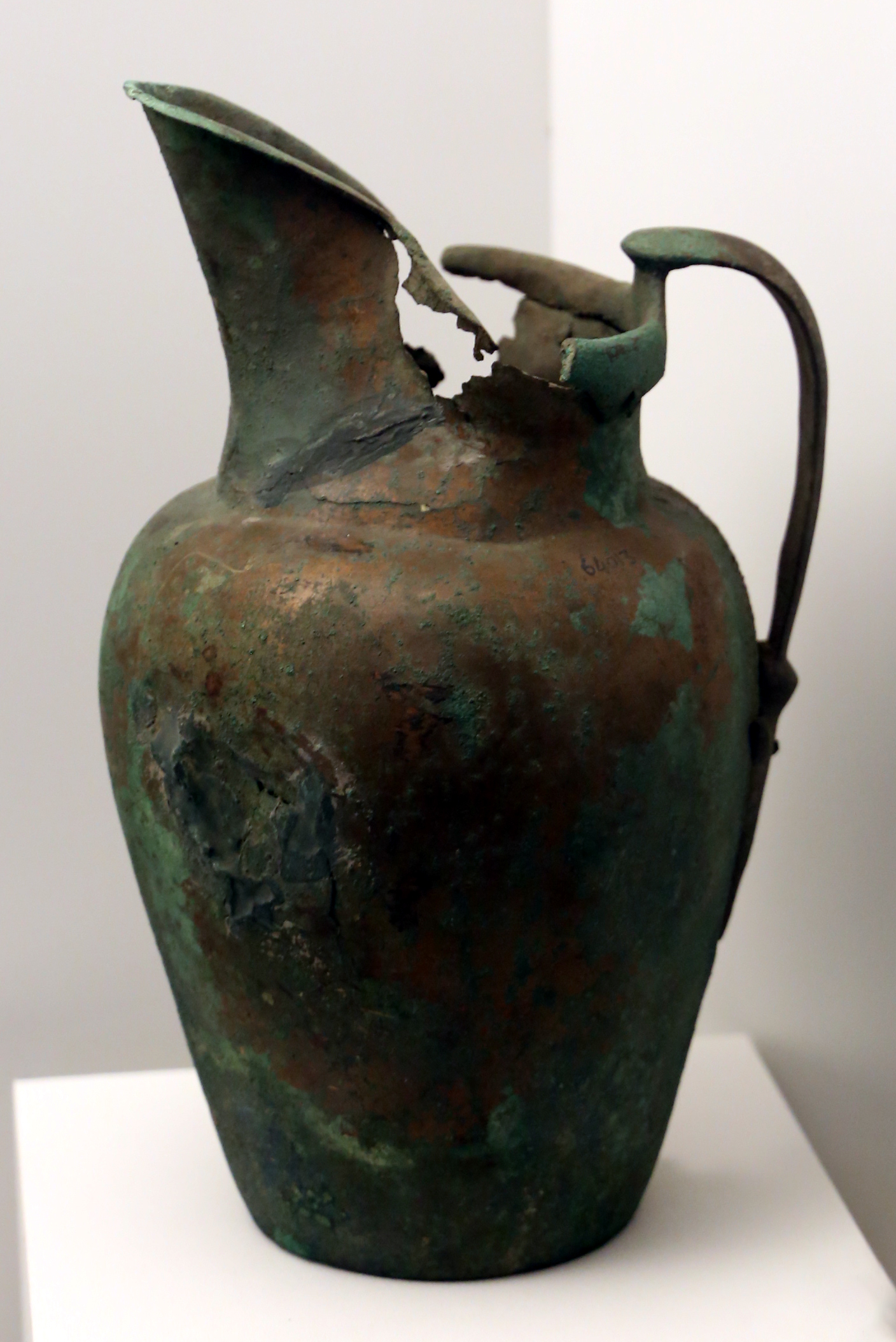
Oenochoé en bronze, de la vallée de Biedano à Norchia, 750-700 av. J.-C.
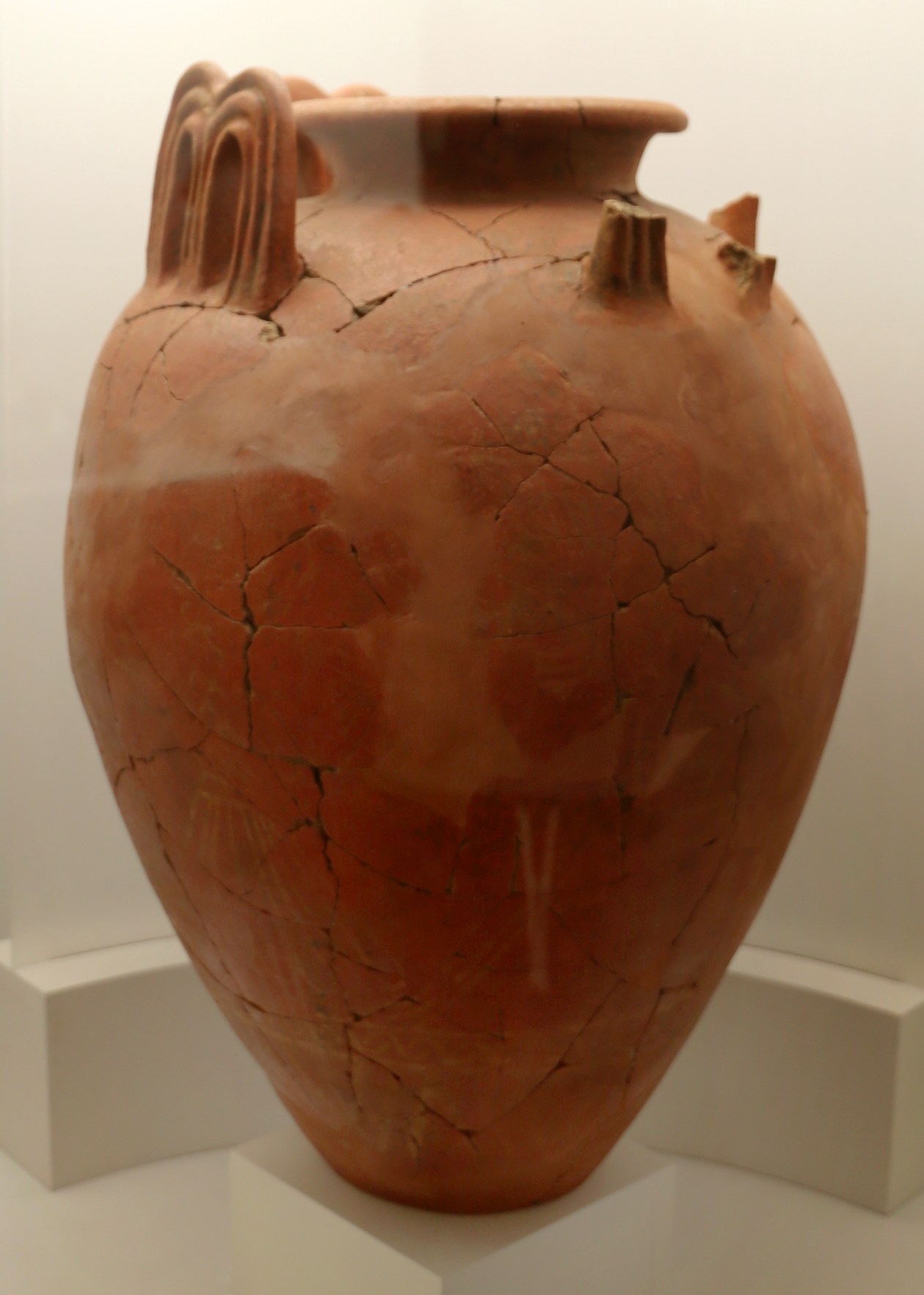
Pithos à figures peintes fantastiques, 640-625 av. J.-C.
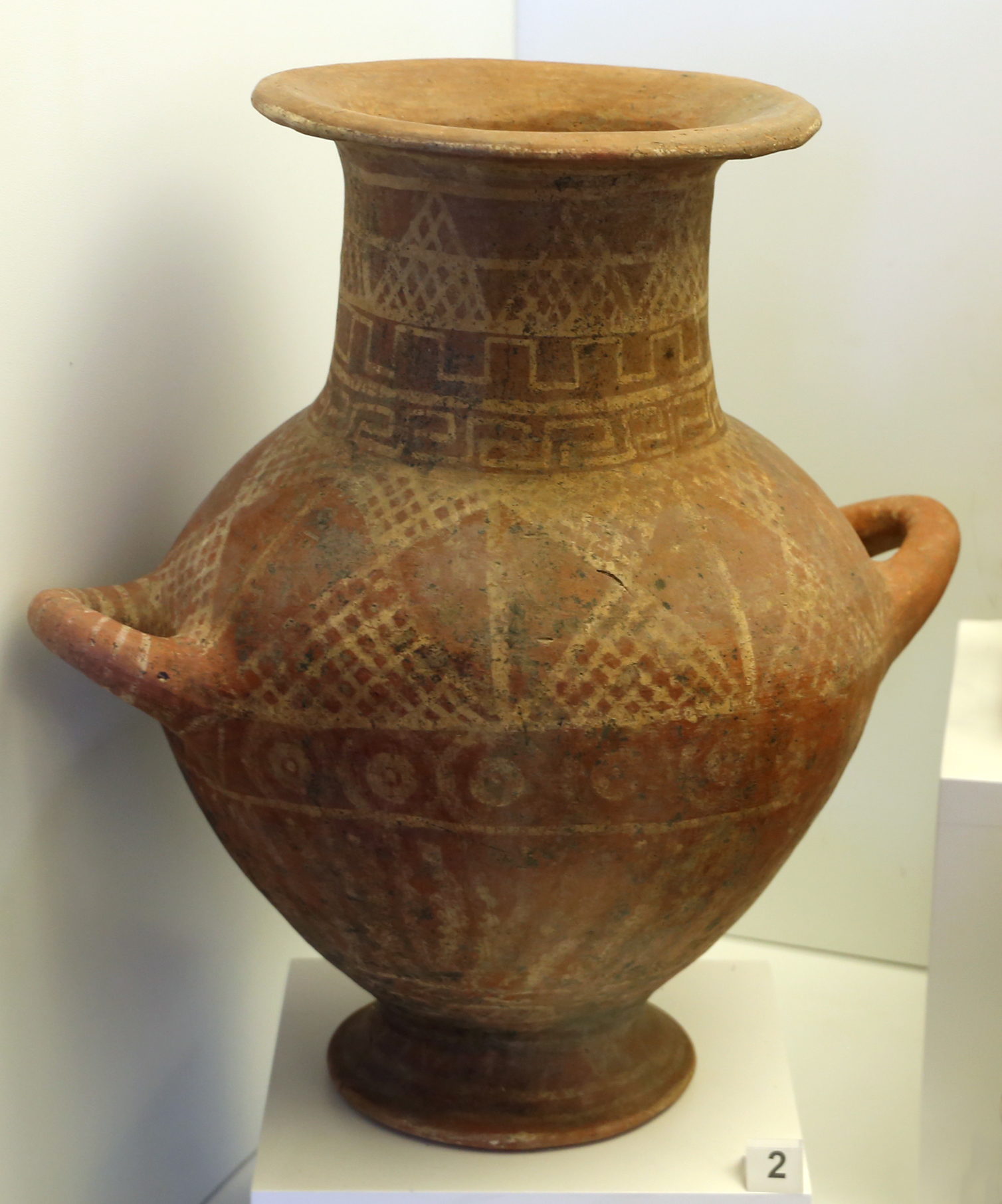
Vase à  à col haut, tombe XVIII de la nécropole d'Olmo Bello à Bisenzio, 620-600 av. J.-C.
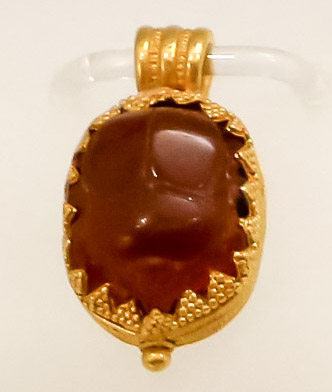
Pendentif en cornaline et or, provenant de la tombe du char, vers 530-520 av. J.-C.
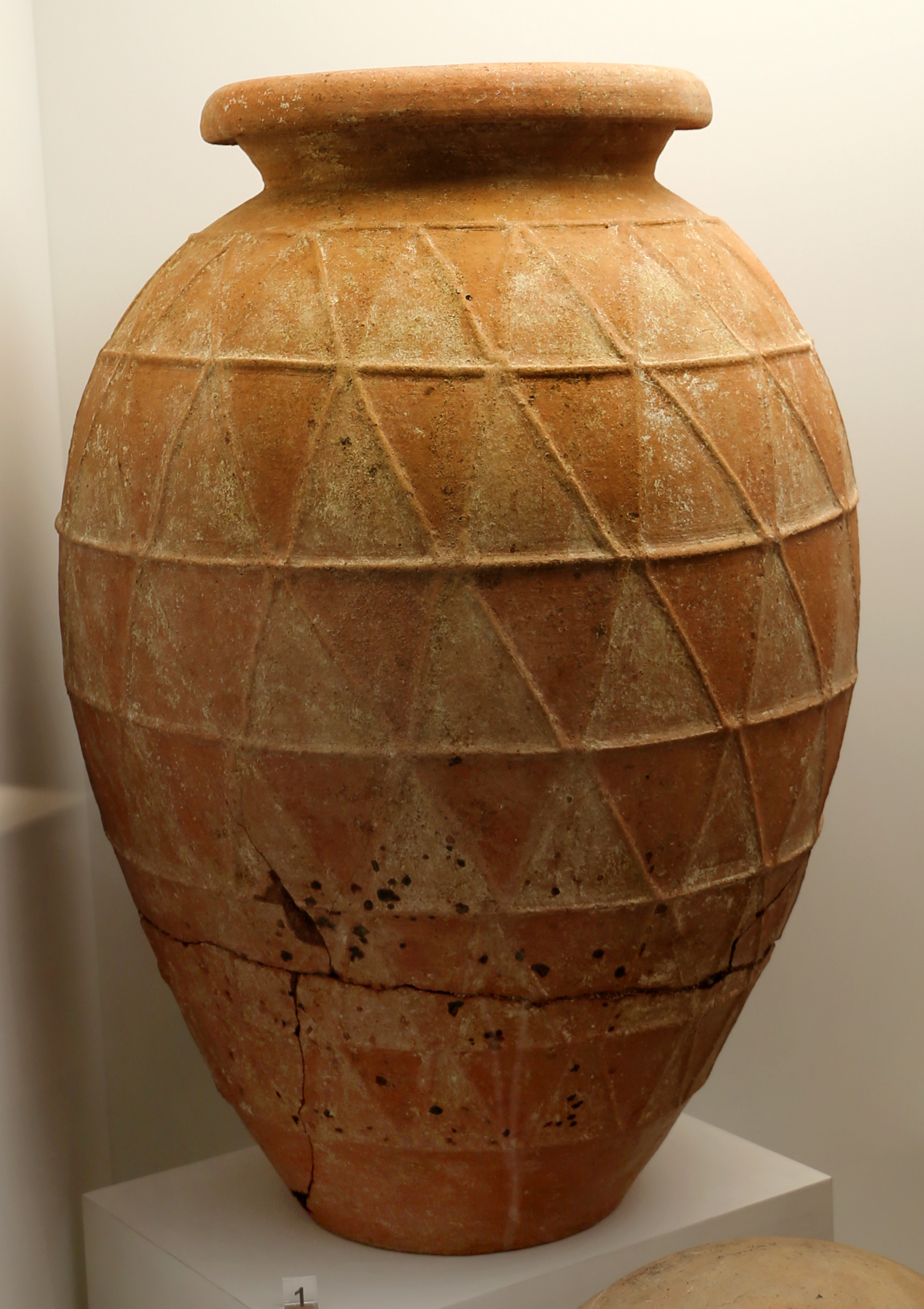
Grand pithos, tombe du char, 530-520 av. J.-C.
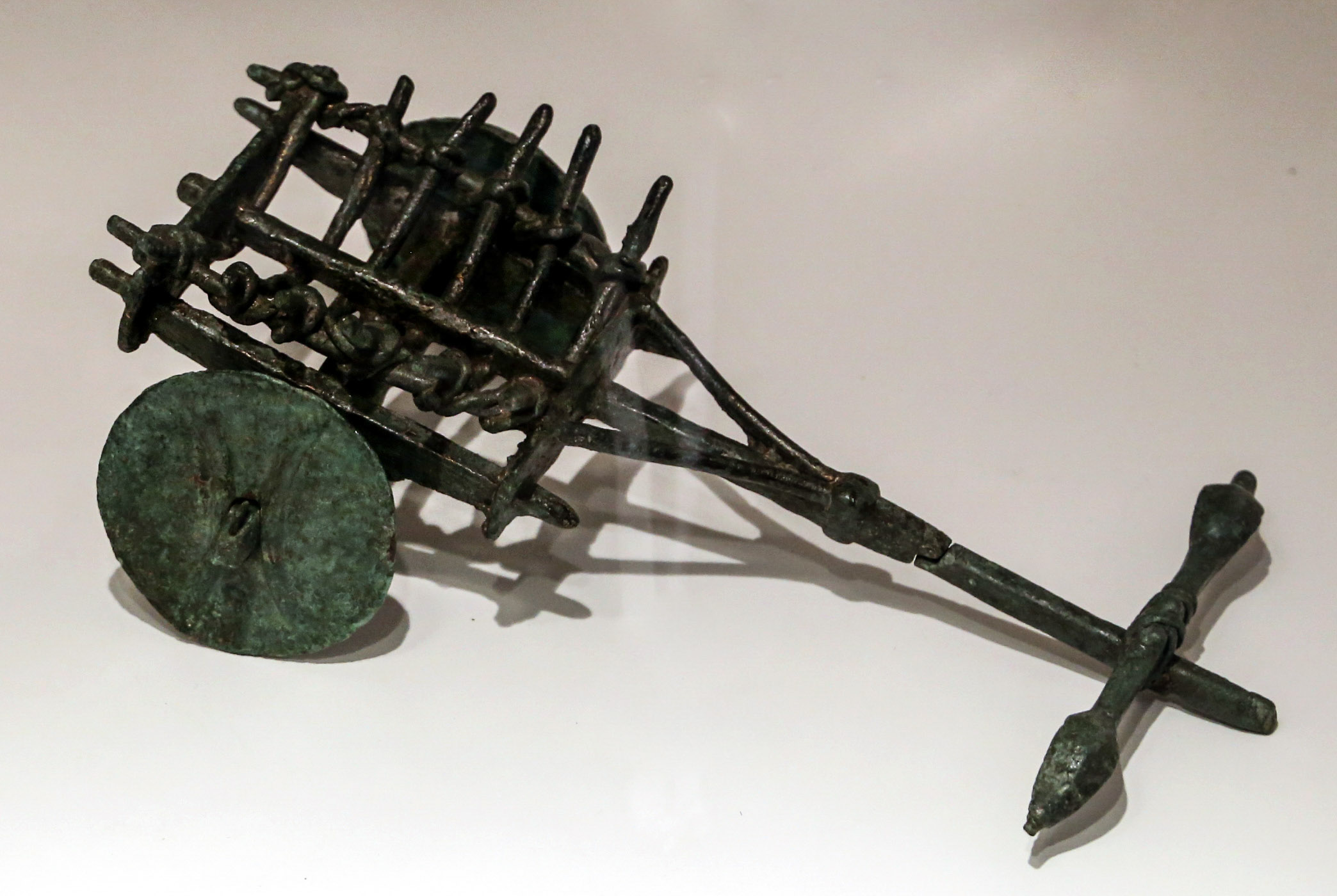
Modèle de chariot agricole. Melona, IIIe-IIe s. av. J.-C.

- Cycle statuaire de Muses ;
- Copie du « Pothos de Scopas » ;
- Mosaïque avec inscription étrusque.

### Deuxième étage
Le second étage en cours de restructuration est destiné à l'exposition de pièces archéologiques de l'Étrurie méridionale par l'exposition de matériaux provenant de la zone des nécropoles rupestres ainsi que de la zone du lac de Bolsena. 
Une exposition particulière est consacrée à la Tomba della Biga, découverte à Ischia di Castro avec la totalité de son trousseau funéraire, dont un bige.

Tombe à bige d'Ischia di Castro
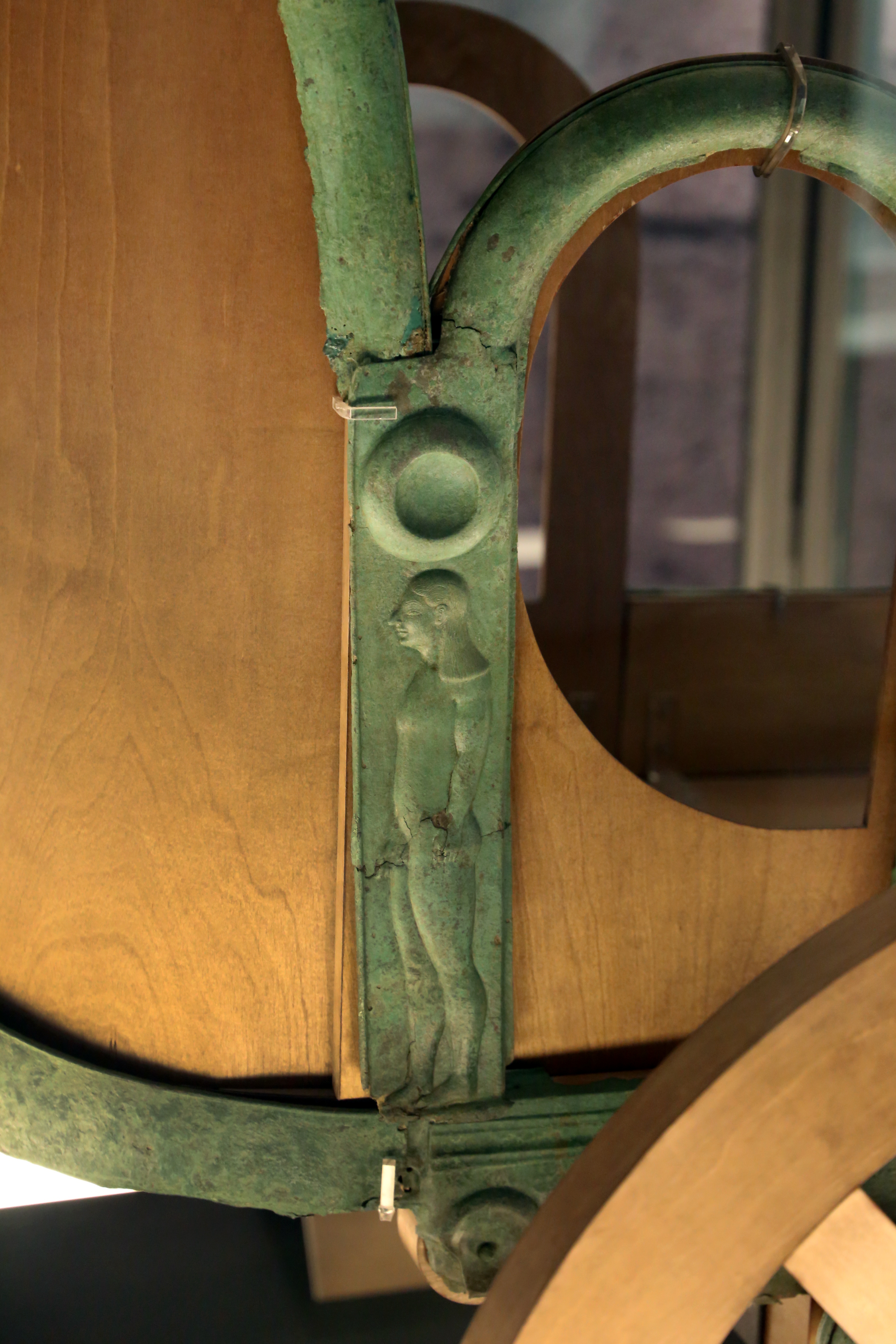
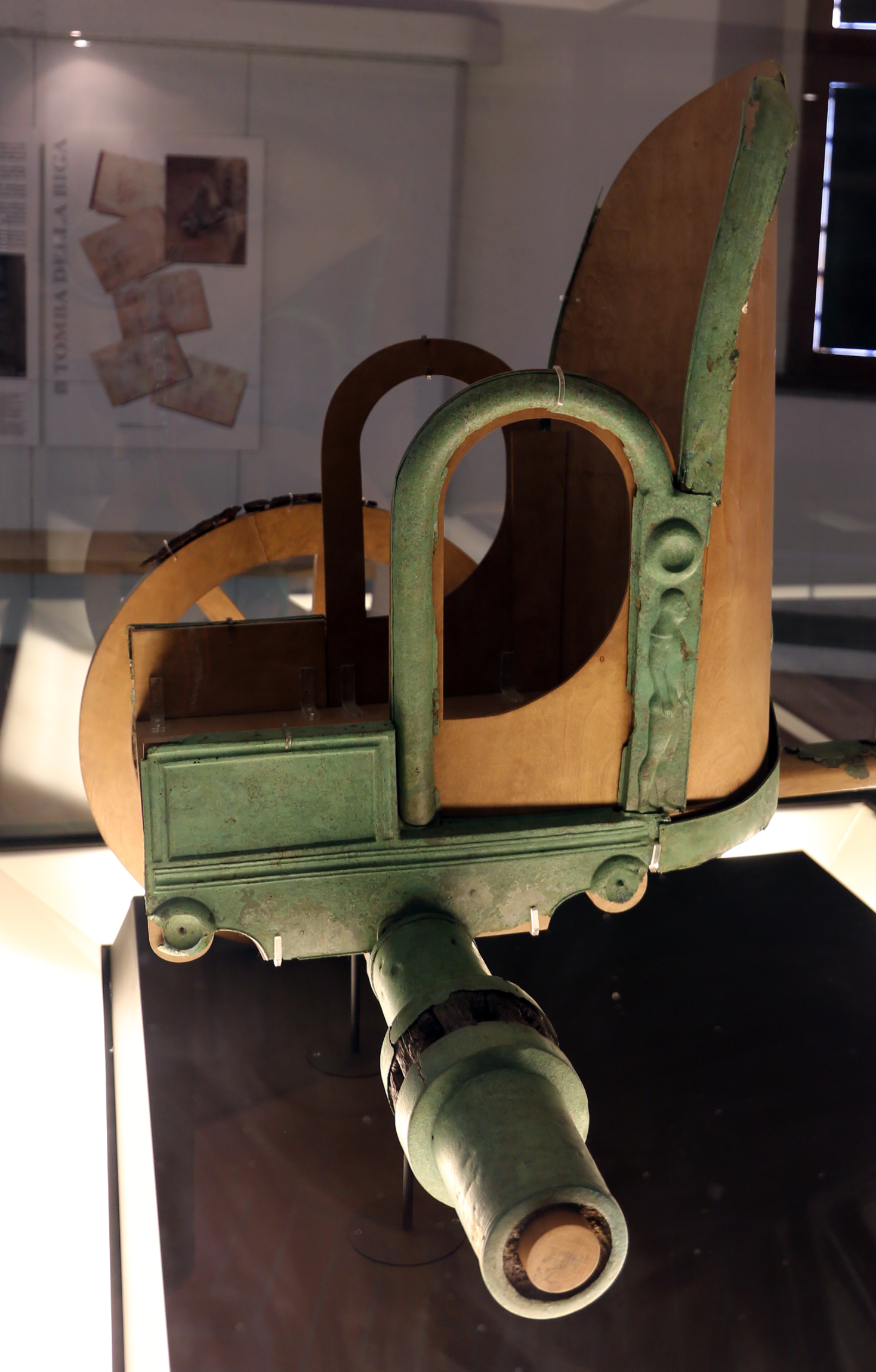
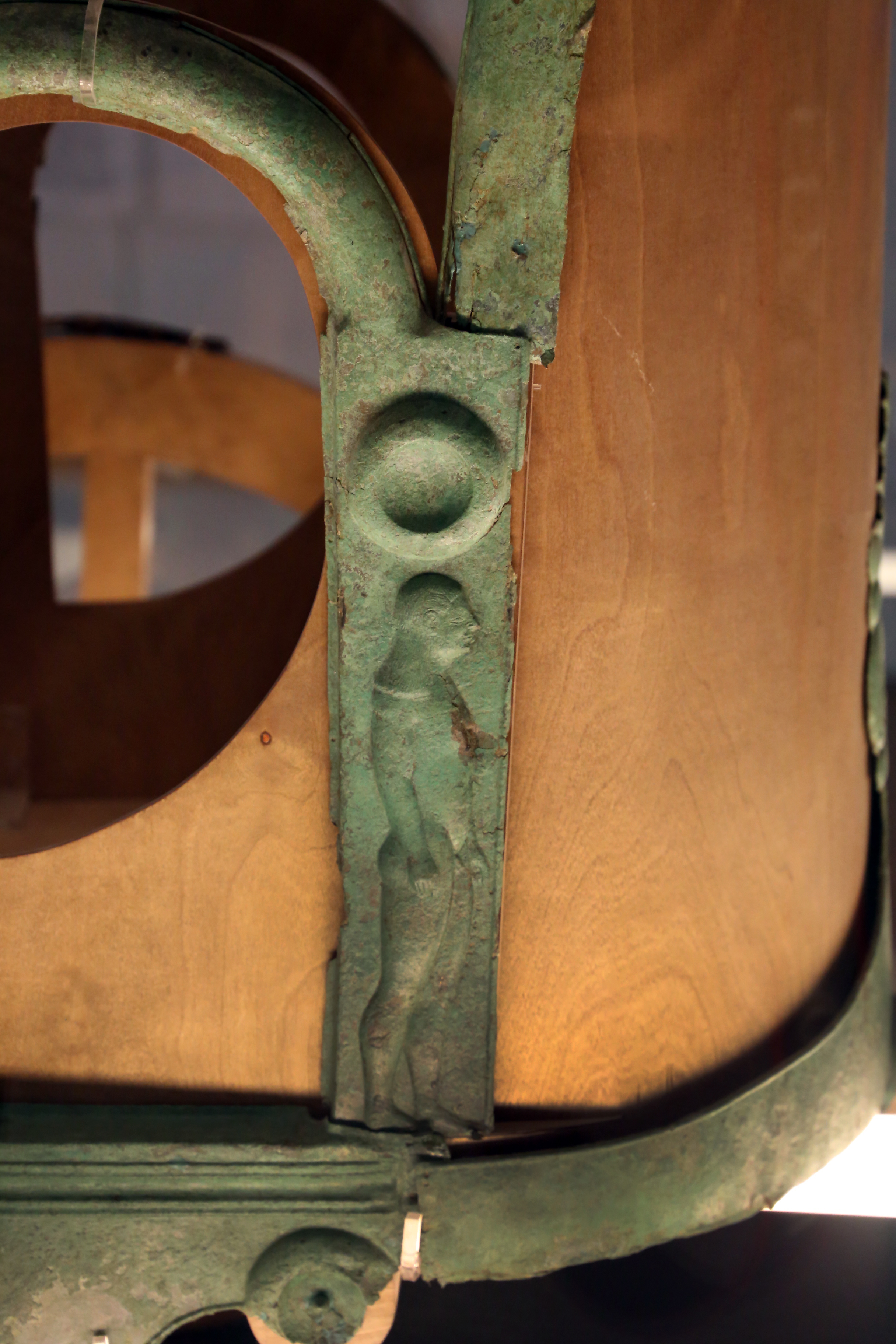
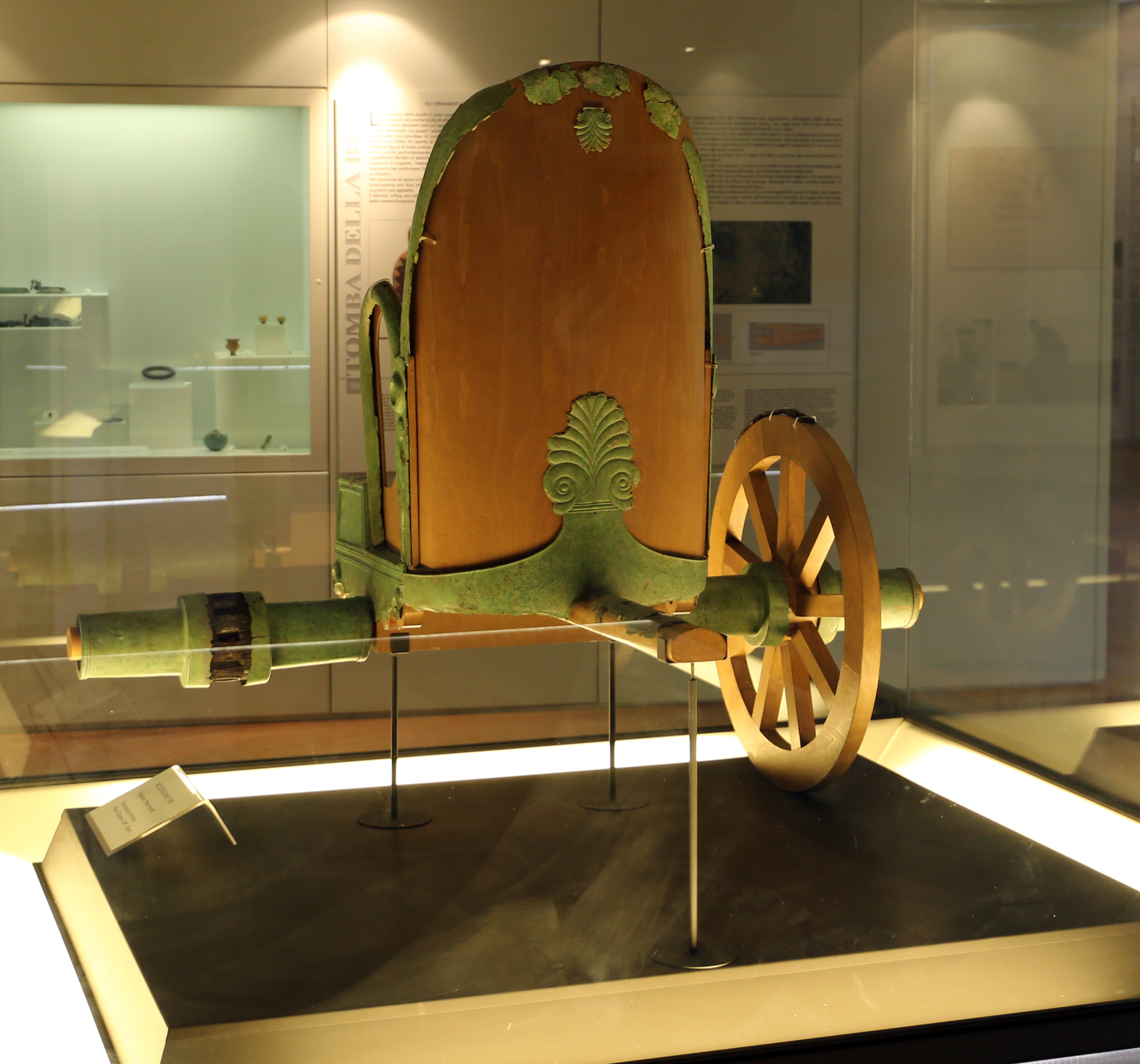
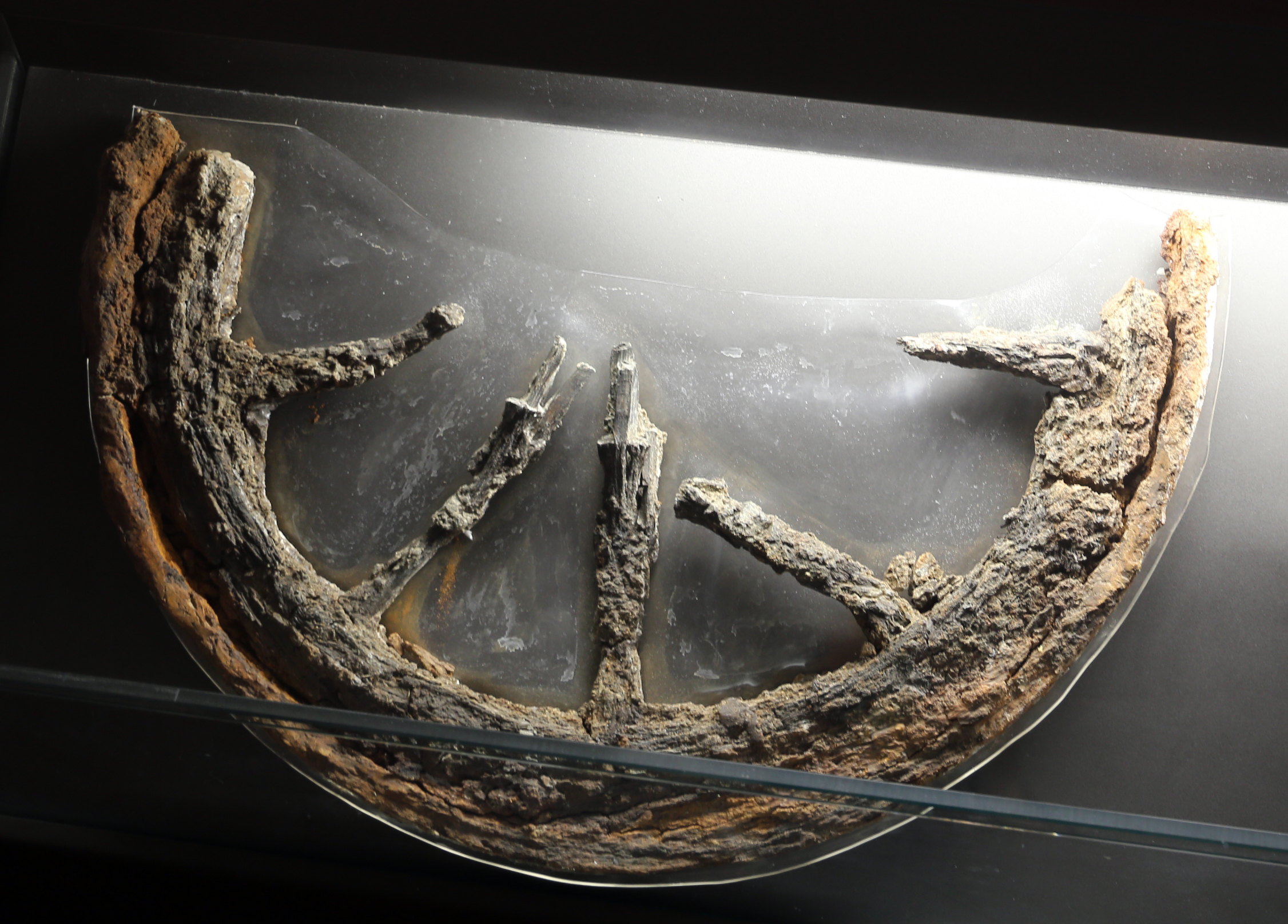

## Sources et références
- Voir liens externes